# Teenage Halloween
Teenage Halloween — американський інді-рок гурт з Езбері-Парку, Нью-Джерсі, заснований у 2014 році.
Гурт випустив один міні-альбом і два повноформатних альбоми.
Вони підписали контракт з лейблом Don Giovanni Records.

## Історія
Гурт Teenage Halloween розпочинався в 2014 році як сольний проект Люка Хендерікса, після того, як він залишив гурт Bus Buddies.
Протягом наступних років гурт розширив склад.
У 2017 році вийшов дебютний мініальбом гурту, Eternal Roast.
У 2020 році гурт випустив свій дебютний однойменний альбом. Альбом Teenage Halloween був записаний і зведений Еваном Бернардом (Evan Bernard) у студії Big Mama's Recording у Філадельфії та випущений на лейблі Don Giovanni Records.
У 2023 році гурт анонсував свій другий повноформатний альбом, Till You Return, реліз якого заплановано на 20 жовтня.
Гурт Teenage Halloween провів численні тури по США та Канаді.

## Склад гурту
- Люк Хендерікс (Luke Henderiks) — вокал, гітара,
- Елі Франк (Eli Frank) — соло гітара,
- Пітер Гаргано (Peter Gargano) — барабани,
- Тріша Маршалл (Tricia Marshall) — бас,
- Брендон Хакім (Brandon Hakim) — саксофон,
- Джейн Лай (Jane Lai) — клавішні,
- Еван Бернард (Evan Bernard) — бубен, гітара.[5]

## Дискографія

### Мініальбоми
Eternal Roast — (2017)

### Альбоми
Teenage Halloween — (2020, Don Giovanni Records)
Till You Return — (2023, Don Giovanni Records)